# Warin I. (Corvey)
Warin I. (* um 800; † 20. September 856) war ab 831 Abt des Klosters Corvey.
Warin war der Sohn des sächsischen Grafen Ekbert I. aus der Familie der Ekbertiner und der fränkischen Heiligen Ida von Herzfeld. Seine Erziehung erfolgte zunächst am Kaiserhof. Obwohl dem Adel entstammend, verzichtete er auf eine ihm zugedachte Karriere am fränkischen Hof und wurde als Mönch im Kloster Corbie an der Somme ein Schüler des Paschasius Radbertus.
Im Jahr 822 wechselte er in das neugegründete Tochterkloster Nova Corbeia (Corvey) an der Weser. Die Quellen bezeugen ihn dort als Lehrer, bevor er am 26. April 826 zum Abt gewählt wurde. Seine Wahl zum Abt wurde 833 von Kaiser Ludwig dem Frommen anerkannt, der ihn auch zum Abt von Rebais im Bistum Meaux machte, und so die Loslösung Corveys von der Mutterabtei Corbie förderte.
Warin führte Corvey zu großer Bedeutung für die Christianisierung Nordwestdeutschland, indem er 834 in Meppen eine Missionsstation errichtete. Spätestens ab dem Jahre 855 unterstand auch die durch Karl den Großen gegründete und erstmals 819 urkundlich erwähnte Missionszelle Visbek durch eine Schenkung Ludwigs des Deutschen dem Kloster Corvey. Warins Lehrer Paschasius widmete ihm das Werk De corpore et sanguine Domini (Körper und Blut des Herrn) und sandte ihm auch seine Schrift De fide, spe et caritate (Treue, Hoffnung und Fürsorge). 
Abt Hilduin von Saint-Denis schenkte dem Kloster Corvey 836 die Reliquien des Hl. Vitus, die von Warin in feierlichem Zuge nach Corvey überführt wurden.